# Pharisäer

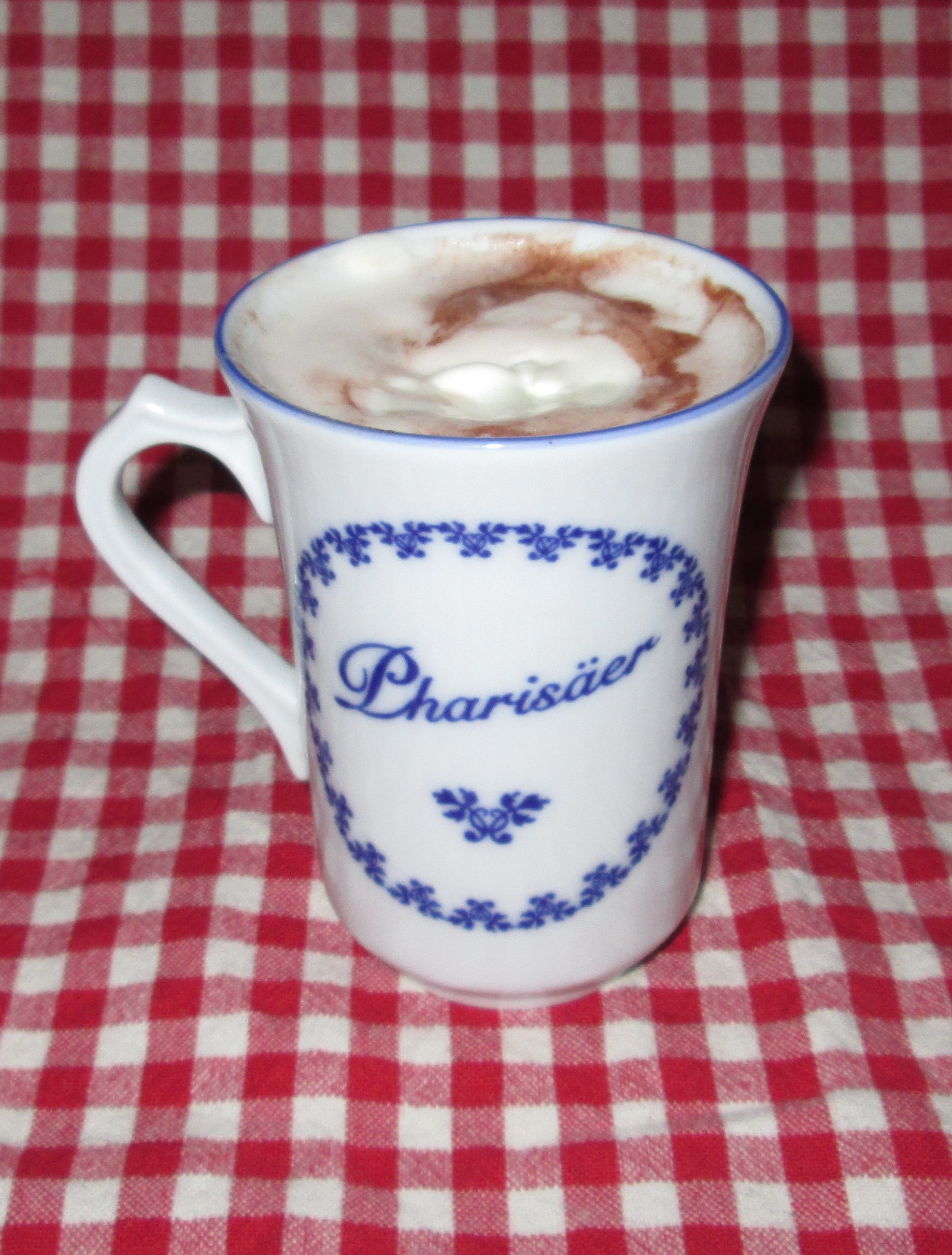

Pharisäer is koffie met een scheut rum en afgedekt met slagroom. De warme alcoholische drank is een regionale specialiteit van Noord-Friesland, een district in de Duitse deelstaat Sleeswijk-Holstein.
Over het ontstaan van de naam 'Pharisäer' bestaat de volgende sage:
Een dominee die beroepen werd op het Noord-Friese eiland Nordstrand kreeg te maken met een gemeente die liever dronk dan werkte. Dat was de dominee een doorn in het oog en vanaf de kansel verbood hij de gemeenteleden het drinken.
De gemeente trok zich van de woorden van de dominee niet veel aan, maar om de man Gods niet voor het hoofd te stoten, zorgden ze ervoor dat hun drankgebruik aan diens oog werd onttrokken.
Toen kwam er echter een doopfeest en daar was de dominee uiteraard ook bij aanwezig. En het leek de gemeente niets om zonder alcohol de dopeling te vieren, dus bedachten de dorpsbewoners een list: er zou voor iedereen koffie worden geschonken, maar met een flinke scheut rum erin. En om te voorkomen dat de warme koffie een alcohollucht afgaf, werd de beker afgedekt met een dikke laag slagroom. Alleen de dominee kreeg natuurlijk alcoholvrije koffie.
De dominee kreeg al snel in de gaten dat er iets niet deugde toen de stemming beter werd en een paar mensen duidelijk dronken raakten. Eerst kon hij niets hardmaken, maar toen hij de koffiebekers wat beter inspecteerde, kwam alles uit. De dominee ontstak in woede en brulde zijn gemeenteleden toe: "Ihr Pharisäer!" ('jullie Farizeeën!').